# Джамал, Рифат
Рифат Джамал (тат. Рифат Җамал, урожд. Рифат Замалович Курбанов (тат. Рифат Җамал улы Корбанов); род. 1 октября 1951, Мирзям, Арский район, Татарская АССР, РСФСР, СССР) — советский и российский учёный, поэт. Доктор ветеринарных наук (1990), профессор (1991). Ректор Казанской государственной академии ветеринарной медицины имени Н. Э. Баумана (1999—2003). Заслуженный деятель искусств Республики Татарстан (2021), заслуженный деятель науки Республики Татарстан (1998). Лауреат Государственной премии Республики Татарстан в области науки и техники (1999).

## Биография

### Молодые годы, научная карьера
Рифат Замалович Курбанов родился 1 октября 1951 года в деревне Мирзям Арского района Татарской АССР. Из семьи колхозников. Отец — Замалетдин, бригадир-строитель. Мать — Марьям, ветеран Великой Отечественной войны. В детстве мечтал стать председателем колхоза, реформировать деревенскую жизнь.
Восьмилетнюю школу окончил в соседнем селе Нуса, среднюю — в Балтасях. Уехав в Казань, в 1969 году поступил в Казанский государственный ветеринарный институт имени Н. Э. Баумана, который окончил в 1974 году. В юности занимался тяжёлой атлетикой, является чемпионом Татарстана по штанге. Получив образование, по распределению работал главным ветеринарным врачом в совхозе «Свияга» Верхнеуслонского района, затем был призван в армию. После прохождения военной службы в 1975 году поступил на работу в Казанский ветинститут, где сначала был старшим лаборантом, затем дослужился до младшего научного сотрудника. В 1978 году уехал в Туркменскую АССР, где дальнейший год трудился в Ташаузе инженером в лаборатории Госстандарта СССР по Ташаузской области.
В 1979 году вновь устроился в Казанский ветинститут, где работал ассистентом кафедры хирургии (1979—1988), затем там же старшим преподавателем (1988—1991). В 1985 году защитил диссертацию «Эффективность новокаиновых блокад симпатической иннервации в сочетании со специфическими средствами при вирусных респираторных заболеваниях и их осложнениях» с присвоением учёной степени кандидата ветеринарных наук. В 1990 году после защиты диссертации «Эффективность патогенетических методов и средств при лечении телят, больных бронхопневмонией» стал доктором ветеринарных наук, как самый молодой учёный в этом качестве в стране. В 1991 году удостоен учёного звания профессора. С перерывом, в 1991—1992 годах по приглашению занимал должность заведующего кафедрой хирургии Саратовского зооветеринарного института. В 1993 году вернулся в Казань, став заведующим кафедрой клинической диагностики, а в 1999 году занял пост ректора Казанской государственной академии ветеринарной медицины имени Н. Э. Баумана.
Является автором десятков научных трудов, монографий и статей по ветеринарии. Специализировался на диагностике болезней и терапии животных, в том числе, в области вирусологии. Как учёный разработал интраплевральную новокаиново-антибиотиковую блокаду, приспособления для восстановления костей при переломах, бесстаночный способ и стол для фиксации животных. В 1998 году получил почётное звание заслуженного деятеля науки Республики Татарстан, а в 1999 году стал лауреатом Государственной премии Республики Татарстан в области науки и техники. Подготовил трёх докторов и семь кандидатов наук, входил в комитет о вручению государственных премий.

### Уголовное дело, увольнение, реабилитация
В 2001 году ректор Курбанов вместе со своим предшественником Г. З. Идрисовым был обвинён в присвоении казённых денег, что совпало с противоречивыми планами татарстанского правительства об объединении ветакадемии с Казанской государственной сельскохозяйственной академией «в целях совершенствования подготовки кадров для республики». В материалах уголовного дела фигурировали хищения, нарушения контрактов, эпизоды взяточничества, превышения должностных полномочий, злоупотребления служебным положением, а помимо этого ещё и сексуальные домогательства. Следователи собрали несколько томов материалов, тогда как на время ведения дела Курбанов был отстранён от руководства академией.
Мне удалось отстоять свою честь, человеческое достоинство, благополучие семьи (в частности, мне полностью возместили материальный ущерб, а моральный вред судом определен в объеме 1 миллиона рублей). И сейчас ко мне многие обращаются за помощью. Я по мере сил помогаю, но это не решение проблемы. Трудно одному всем помочь. Беды населения надо решать кардинально!
В 2002 году Советский районный суд Казани признал Курбанова виновным по всем обвинениям, приговорил его к 5 годам условно, лишил на 3 года права преподавания в высших учебных заведениях, а также обязал возместить академии 36 тысяч рублей. Будучи лишённым работы и не имея возможности нанять адвокатов, Курбанов решил защищать себя сам, изучил все материалы своего дела и поднаторел в области уголовного права. В результате дальнейших разбирательств с него сняли лишь обвинение в сексуальных домогательствах и снизили наказание до четырех лет. Потратив ещё несколько лет на восстановление своей репутации, Курбанов дошёл до Верховного суда Республики Татарстан, а затем и Верховного суда Российской Федерации. По некоторым данным, как предварительным следствием, так и судебными органами при принятии предыдущих решений были нарушены нормы порядка 40 статей Уголовного и Уголовно-процессуального кодексов РФ.
В итоге, новый суд снял все обвинения с Курбанова и реабилитировал его, восстановив в должности ректора и заведующего кафедрой. Однако к этому времени кафедра уже была упразднена, а затем Курбанов был уволен министерством сельского хозяйства РФ и с должности ректора, после чего снова обратился в суд. Лишь в 2006 году министерство финансов РФ выплатило Курбанову денежную компенсацию морального вреда в размере 100 тысяч рублей за незаконное привлечение к уголовной ответственности, только с задержкой и после жалобы правозащитников. В должности Курбанов так и не был восстановлен, тогда как его преемник Г. Ф. Кабиров сам через несколько лет стал фигурантом уголовного дела о мошенничестве, а затем попал под амнистию. В дальнейшем Курбанов работал начальником отдела ветеринарии и консультантом генерального директора ОАО «Вамин-Татарстан», а также пробовал избраться в Государственный совет республики.

### Литературная работа, очерк творчества
Творческий псевдоним — Рифат Джамал, по имени отца. Увлекаться литературой начал ещё в детстве, в годы учёбы в школе стал писать стихи, в старших классах занимал призовые места на различных поэтических конкурсах. Многие его лирико-философские стихи печатались в арской районной газете, а также в республиканской прессе, журналах «Идел», «Мәдәни Җомга», «Казан утлары», газетах «Ватаным Татарстан» и «Шәһри Казан». Совмещая литературную работу с научной, с начала 1990-х годов стал задумываться о том, чтобы заняться поэзией уже на профессиональной основе. В 1996 году выпустил свой первый сборник стихов под названием «Күңел сүрәләре» («Зов души»), который был положительно оценён критикой и общественностью. Своими учителями в поэзии считает Р. Файзуллина, Р. Кутуя, Д. Сулейманова.
За осенью придёт не лето…

Так что же — вечная зима?

Не хочет сердце верить в это,

Ведь иначе сойдёшь с ума.
А попросту — пора цветенья

Плодами кончиться должна.

Плоды испепеляет тленье,

Но остаются семена.
В них нашим душам доведётся

С весною встретиться своей.

Из поднебесья донесётся

Привет наш с криками гусей!…
По оценкам литературоведов, стихотворения Джамала похожи на притчи, мудрые и поучительные. Его поэтический язык отличается точностью рифмы, богатством литературных образов, Джамал активно обращается к татарскому духовному наследию и народному творчеству, задействует крылатые выражения. По своей натуре он является лирическим поэтом, предпочитает рассказывать, в основном, о своих интимных переживаниях. При этом, Джамал не считает чуждым для себя также и более широкие вопросы, как-то общественные и национальные, активно высказывается о судьбах татарского народа, страны и мира. Наибольшее развитие творческий потенциал поэта получил в любовной лирике, в которой он затрагивает темы первого поцелуя, неразделённой любви, страданий, одиночества, горя, надежды, достигая при этом поистине душераздирающего накала, в особенности при использовании аллегорических образов из природы.
Умерла любовь. Со мной в раздоре

Целый мир пустынный! Сам я пуст:

Ничего — ни радости, ни горя.

Высох на окне герани куст.
Дружеская ни к чему рука мне —

Не развеять ей раздумий мрак.

Пусть враги в меня бросают камни —

Ничего не чувствую! Вот так.
Господи, за что меня терзаешь,

Жизнь моя за что же проклята?

Слишком счастлив был я, полагаешь?

Так пошли печалей мне тогда!
Природные явления Джамал вообще часто связывает с человеческими эмоциями, своим поэтическим настроением, личным опытом, акцентируя внимание на различных сторонах жизни, её многогранности. Большое влияние на творчество в этом плане имеет научная карьера поэта, он нередко обращается к вопросу гармонии души и сознания, рассудка и эмоций, раскрывая эту довольно простую тему в малословных, но при этом глубокомысленных четверостишиях. Являясь «интеллектуальным литератором», по собственному признанию Джамал не разделяет в своей личности разум и эмоции, отмечая сходство между поэзией и наукой. Как наблюдательный поэт, он, хоть и уделяет пристальное внимание каждой детали, не разбрасывается увиденным, предпочитая ёмкий, плотный афористический стиль, и обретя, таким образом, свой особый язык. Не ступая по чужим следам, Джамал находится в постоянном поиске, подходит с научной точки зрения к поэзии, обогащает её интересными идеями и новыми образами, в чём достиг значительного творческого успеха.
Член Союза писателей Республики Татарстан с 1998 года. С уходом из ветеринарной академии окончательно погрузился в литературную работу, решив после всех испытаний напрямую призывать общество к следованию идеалам добра, света и правды. Активно высказывается по проблемам литературы, вопросам организации писательной жизни в Татарстане, положению татарского языка, имея своё аргументированное мнение по широкому кругу тем, в том числе и в области ветеринарии. В 2016—2021 годах был членом правления Союза. В 2022 году переизбран в правление СП РТ, а также назначен заместителем председателя Р. Зайдуллы. За литературную деятельность удостоен премий имени Ш. Маннура (2011) и Х. Такташа (2018), а также звания заслуженного деятеля искусств Республики Татарстан (2021). Является автором нескольких сборников стихов, таких как «Ташта үскән чәчәкләр» (Цветы на камне, 2010), «Өзгәләнмә, күңел…» («Мелодии души», 2011), «Янсын йөрәк, дөрләп» («Горит мое сердце», 2014), на многие из написаны песни. В 2022 году отметил 70-летний юбилей проведением творческого вечера.

## Награды

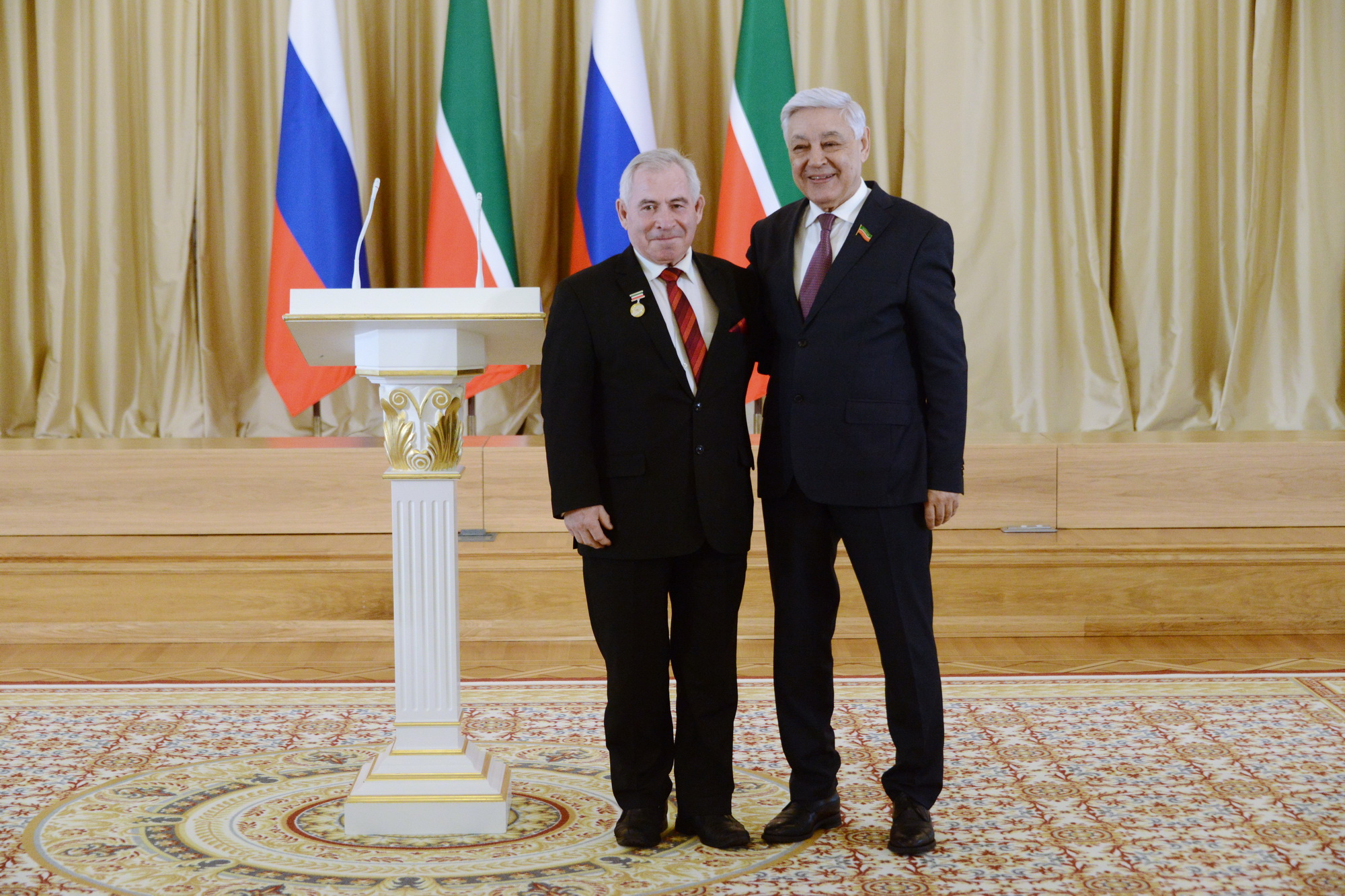
На вручении почётного звания с Ф. Х. Мухаметшиным, 2022 год

- Почётное звание «Заслуженный деятель науки Республики Татарстан[тат.]» (1998 год)[11].
- Почётное звание «Заслуженный деятель искусств Республики Татарстан» (2021 год)[49].
- Государственная премия Республики Татарстан в области науки и техники (1999 год) — за работу «Разработка и внедрение высокоэффективных экологически безвредных этиопатогенетических способов лечения и профилактики легочных болезней животных»[54].
- Премия имени Х. Такташа (2018 год)[55]
- Премия[тат.] имени Ш. Маннура (2011 год)[56].
- Памятный знак «Габдулла Тукай — 135 лет со дня рождения» (2022 год)[53].
- Благодарственное письмо председателя Государственного Совета Республики Татарстан (2016 год)[57].

## Личная жизнь
Жена — Дания, педагог. Трое детей — две дочери и сын. Активно занимается домашним хозяйством, строительством и благоустройством, увлекается садоводством, выращивает сотни различных видов цветов. Также ведёт социальные сети, где публикует свои стихи.